# 毕四
毕四（?—?），元朝後期集庆路（今江苏省南京市）花山人。
元顺帝至正七年（1347年）集庆花山人毕四等三十六人起义反元，前后坚持达三个月。元朝驻守江南的镇南王孛罗不花，是元世祖的曾孙，脫歡的孙子，镇南王脱不花的儿子。他率军讨平毕四。

## 后续
孛罗不花又与威顺王宽彻不花于靖州讨瑶族领袖吴天宝。
毕四之后数年，全国性的反元起义就爆发了。朱元璋占据集庆（1356年），成为后来明朝建立的基础，距毕四起兵只有九年。